# Mixes (album của Kylie Minogue)
Mixes là một album phối lại của ca sĩ nhạc pop-nhảy người Úc Kylie Minogue. Album đã được phát hành bởi hãng Deconstruction Records vào ngày 3 tháng 8 năm 1998 tại Anh. Bản đầu tiên được phát hành là một album đĩa vinyl đặc biệt, sau đó, album đã được phát hành dưới dạng album CD đôi nhằm gửi gắm đến người hâm mộ của Minogue. Mixes đã xuất hiện tại vị trí 63 trên bảng xếp hạng album Anh, và giữ vững vị trí đó một tuần sau khi rơi khỏi top 75.

## Danh sách ca khúc
Đĩa 1
1. "Too Far" (Brothers in Rhythm mix) – 10:21
2. "Too Far" (Junior Vasquez mix) – 11:44
3. "Some Kind of Bliss" (Quivver mix) – 8:39
4. "Breathe" (Tee's Freeze mix) – 6:59
5. "Breathe" (Sash! Club mix) – 5:20

Đĩa 2
1. "Breathe" (Nalin & Kane remix) – 10:11
2. "Did It Again" (Trouser Enthusiasts' Goddess of Contortion mix) – 10:22
3. "Did It Again" (Razor'n Go mix) – 11:21
4. "Too Far" (Brothers in Rhythm Dub mix) – 8:31

Ghi chú: "Too Far" (Brothers in Rhythm Dub mix) không xuất hiện trong bản đĩa Vinyl.